# Megachile kohtaoensis
Megachile kohtaoensis är en biart som beskrevs av Cockerell 1927. Megachile kohtaoensis ingår i släktet tapetserarbin, och familjen buksamlarbin. Inga underarter finns listade i Catalogue of Life.